# Stanley Ketchel
Stanley Ketchel (Grand Rapids, 14 de setembro de 1886 - Conway, 15 de outubro de 1910) foi um pugilista americano, que se tornou o primeiro campeão mundial dos pesos-médios a conseguir recuperar seu título. Ketchel foi campeão mundial entre 1907 e 1908; e depois entre 1908 e 1910.

## Biografia
Descendente de imigrantes poloneses, seu nome verdadeiro era Stanislaus Kiecal. Adolescente problemático, sempre envolvido em brigas de gangues, acabou fugindo da casa dos pais aos doze anos. Passou um tempo morando nas ruas de Butte, até conseguir se empregar como carregador de malas em um hotel.
Ketchel iniciou sua carreira no boxe em 1903, aplicando um nocaute no primeiro assalto em Kid Tracy. Em sua segunda exibição, porém, acabou perdendo nos pontos para Maurice Thompson. Recuperado de seu primeiro revés, passou a vencer todas as suas lutas, quase sempre por nocaute.
Entre 1903 e 1907, sempre lutando em Montana, Ketchel acabou estabelecendo uma marca de 36 vitórias, em 41 lutas. Sofreu apenas duas derrotas, ambas para Maurice Thompson, e teve ainda três empates, sendo um deles contra seu eterno nêmesis Thompson.
Em 1907, mudou-se para a Califórnia, em busca de se tornar um lutador de renome em todo o país. Após vencer suas três primeiras lutas, sem maiores dificuldades, Ketchel resolveu desafiar Joe Thomas pela primeira vez, um adversário que poderia servir para catapultar sua carreira definitivamente, haja vista que Thomas, na Califórnia, vinha sendo considerado o novo campeão mundial dos pesos-médios.
Acontece que desde a aposentadoria de Tommy Ryan, no final de 1906, o título de campeão mundial dos pesos-médios estava indefinido, uma vez que Hugo Kelly, o sucessor indicado por Ryan, não havia sido bem aceito pelo público. Não obstante, após um frustrante empate em sua primeira luta contra Thomas, Ketchel conseguiu impor um nocaute à Thomas no segundo encontro entre os dois.
A partir desta luta, ocorrida em 1907, Ketchel achou-se em posição de reivindicar para si o título de novo campeão mundial dos pesos-médios. Entretanto, esse seu direito de reclamar o título mundial passou a ser amplamente questionado no restante dos Estados Unidos, de modo que, no intuito de por um fim a esse dilema, no início de 1908, Ketchel resolveu lutar contra Mike Twin Sullivan, que era o então campeão mundial inconteste dos meios-médios.
Soberbamente, em apenas um round, Ketchel nocauteou Sullivan, de modo que seu título de campeão dos médios então passou a ser reconhecido universalmente. Entretanto, apesar desta luta ter sido necessária à época, atualmente, muitos se referem à luta contra Thomas como tendo sido o verdadeiro marco inicial do reinado de Ketchel. 
Depois de ter se tornado o campeão oficial dos pesos-médios, Ketchel defendeu seu título com êxito contra Jack Twin Sullivan (o irmão gêmeo de Mike Sullivan), Billy Papke e Hugo Kelly. Porém, na quarta vez em que pôs seu título em disputa, outra vez contra Billy Papke, Ketchel acabou sendo derrotado por nocaute.
Imediatamente após ter perdido seu título, em meados de 1908, Ketchel exigiu uma revanche contra Papke, de modo que decorridos apenas dois meses após seu insucesso diante de Papke, Ketchel conseguiu reaver seu título com um nocaute, devolvendo assim na mesma moeda a derrota antes sofrida para Billy Papke.
Novamente no topo dos pesos-médios, Ketchel então decidiu lutar contra Philadelphia Jack O'Brien, o campeão dos meios-pesados da época, em uma luta sem disputa de títulos. Após ter sido duramente castigado nos primeiros assaltos, Ketchel recuperou-se e derrubou O'Brien seguidas vezes no nono e décimo assaltos. Salvo pelo gongo, O'Brien acabou perdendo a luta nos pontos. Na revanche, ocorrida apenas meses depois desse primeiro encontro, Ketchel nocauteou O'Brien em apenas três rounds.
Admirado e considerado o maior lutador em atividade de seu tempo, em 1909, Ketchel foi praticamente impelido a desafiar o impopular campeão dos pesos-pesados Jack Johnson, um pugilista negro que mantinha o título mundial desde 1908. Em uma época de extrema segregação racial, a permanência de um negro como campeão dos pesos-pesados era inaceitável para a sociedade americana branca, que clamava urgentemente pelo retorno de um campeão branco.
Apesar de uma significante desvantagem de peso e altura, Ketchel lutou bravamente contra Johnson, tendo inclusive colocado o campeão à lona no 12º assalto, o que levou a torcida presente ao delírio. Porém, após a queda, Johnson recuperou-se e imediatamente pôs um fim a luta no instante seguinte, nocauteando duramente Ketchel, que deixou o ringue inconsciente.
Nas duas lutas seguintes, Ketchel ainda não havia superado o trauma da derrota para Johnson e, não tendo se preparado adequadamente, em lutas programadas para apenas seis assaltos, obteve dois empates questionáveis contra Frank Klaus e Sam Langford.
Em 1910, enquanto ainda tentava se preparar para uma revanche contra Johnson, Ketchel foi assassinado por Walter Dipley. Ketchel tinha apenas 24 anos.
Em 1990, Stanley Ketchel fez parte da primeira seleção de boxeadores que entraram para galeria dos mais distintos boxeadores de todos os tempos, que hoje têm seus nomes imortalizados no International Boxing Hall of Fame.